# Heinkel He 65
O Heinkel He 65 foi um avião monoplano monomotor destinado ao mercado civil para transporte de correio e passageiros. Desenvolvido pela Heinkel, não chegou à fase de produção; contudo, serviu de inspiração para o Heinkel He 70.